# George Atwood
George Atwood   (Westminster, octubre 1745 - Westminster, 11 de juliol de 1807) fou un matemàtic i físic anglès del segle xviii, conegut per haver inventat la màquina d'Atwood.

## Vida i Obra
El seu pare era el rector de la parròquia de St Clement Danes. Va estudiar a la Westminster School fins al 1765 en què va ingressar a Trinity College de la universitat de Cambridge on es va graduar el 1769 i va obtenir el Master of Arts el 1772. Els seus dos germans, que també van fer els mateixos estudis, va seguir la carrera eclesiàstica, però ell va romandre a la universitat donant classes de física i matemàtiques.
Va ser fellow del Trinity el 1770 i tutor del mateix College el 1773. El 1776 va ser admès a la Royal Society. Les seves classes eren força populars (un dels seus alumnes va ser el futur primer ministre William Pitt) i el 1776 va publicar un llibre amb totes les seves demostracions.
El 1784 va publicar el seu Treatise on exposa els fonaments i el funcionament de la denominada màquina d'Atwood, amb la qual es poden demostrar les lleis del moviment rectilini i rotacional dels cossos. En qualsevol cas, les seves classes estaven més destinades a mostrar que a demostrar les lleis físiques; és a dir, no existia un enllaç entre els seus experiments i la física teòrica en el sentit modern dels termes.
Aquest mateix any, però, va deixar l'ensenyament i es va incorporar a l'oficina de duanes del Regne Unit, càrrec que li havia ofert el seu antic alumne William Pitt, ara primer ministre. La seva carrera a l'administració pública, dins del cos de finances, va complaure totalment el primer ministre, dedicant tot el seu saber a resoldre els problemes de l'administració. No va deixar, però, de seguir investigant en temes de mecànica newtoniana i, així, els anys 1796 i 1798 va publicar dos articles sobre l'estabilitat dels vaixells, que van ser els més importants publicats a Gran Bretanya sobre el tema.
Atwood fou també un bon jugador aficionat d'escacs, que a més tenia el costum, poc freqüent a la seva època, d'enregistrar i guardar les partides. En particular, les partides que jugà contra Philidor, el millor jugador d'escacs del segle xviii, van constituir un valuós material per les generacions posteriors d'escaquistes.
Va romandre solter i els darrers anys de la seva vida va estar involucrat en treballs pels parlamentaris i pels comitès legislatius.